# Zèbre de Chapman
Equus quagga antiquorum
Pour les articles homonymes, voir Zèbre (homonymie) et Chapman.
Sous-espèce
Le zèbre de Chapman (Equus quagga chapmani) est l'une des six sous-espèces de zèbre. 

## Description
Le zèbre de Chapman se distingue des autres sous-espèces de zèbres par des bandes noires sur la moitié inférieure des membres.
- Poids : 200 à 300 kg
- Taille : 1,20 à 1,40 m au garrot
- Divers : il se différencie du zèbre de Grévy par des rayures noires plus larges et des stries médianes brunâtres peu contrastées.

## Références

Zèbres en Namibie.

## Écologie
- Alimentation : herbivore
- Gestation : 1 an environ, 1 petit

## Répartition et habitat

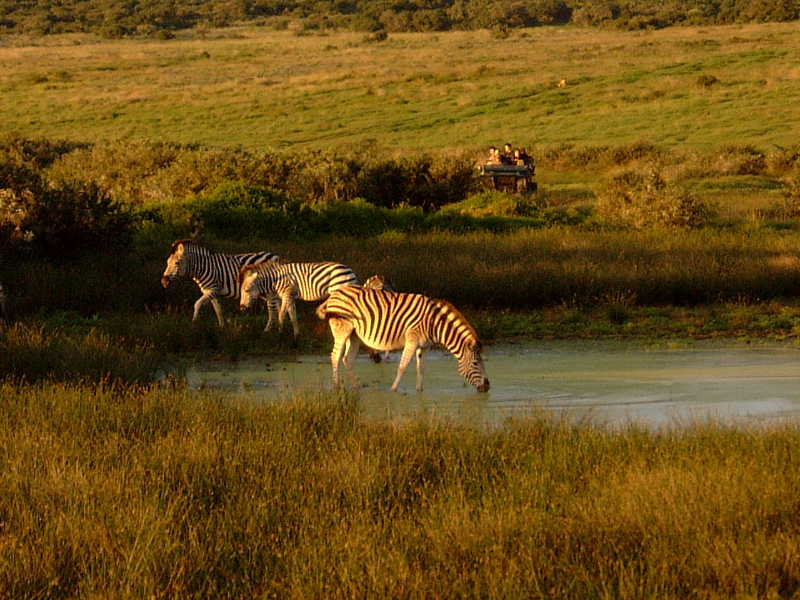
Groupes de zèbres s’abreuvant à Shamwari Game Reserve en Afrique du Sud.

- Origine : Afrique orientale
- Milieu de vie : savane.